# Johan Andersson (programador)
Johan Andersson (Estocolmo, 18 de agosto de 1974) es el principal programador de Paradox Interactive, una empresa de videojuegos sueca, conocida principalmente por sus juegos de estrategia históricos, en los cuales se toma el mando de un país y se deben tomar decisiones tanto económicas como militares.
Antes de trabajar en Paradox, Andersson era un empleado de Funcom, programando juegos para la Sega Mega Drive.
Aunque comenzó su carrera como programador, Andersson se convirtió en diseñador en Paradox Development Studio, en donde ha trabajado en juegos de gran estrategia como Hearts of Iron III, Crusader Kings II, Europa Universalis IV, y Stellaris. Ha descrito su filosofía de diseño como la creación de mundos «creíbles».